# Landtagswahlkreis Rhein-Sieg-Kreis I
Der Landtagswahlkreis Rhein-Sieg-Kreis I (Organisationsziffer 25) ist einer von derzeit 128 Wahlkreisen in Nordrhein-Westfalen, die jeweils einen mit der einfachen Mehrheit direkt gewählten Abgeordneten in den Landtag entsenden.
Zur Landtagswahl 2022 wurde der Wahlkreis neu zugeschnitten, er besteht nun aus den kreisangehörigen Städten und Gemeinden Eitorf, Much, Neunkirchen-Seelscheid, Ruppichteroth und Windeck sowie einem Teil von Hennef im Rhein-Sieg-Kreis.

## Landtagswahl 2022
Im Vergleich zur letzten Wahl 2017 ist Lohmar nun Teil des neuen Wahlkreises Rhein-Sieg-Kreis V, außerdem sind von Hennef die Stimmbezirke 112 (Westerhausen), 131 (Dambroich), 132 (Söven/Rott), 171 (Eichholz) und 172 (Dahlhausen/Eulenberg) zum Wahlkreis Rhein-Sieg-Kreis II gewechselt. Im Wahlkreis Rhein-Sieg-Kreis I verbleiben somit die Wahlbezirke 011 (Obere Warth), 012 (Siegbogen), 021 (Untere Warth), 022 (Untere Warth/Mitte), 031 (Zentrum-West), 032 (Zentrum-Ost), 041 (Nord-Ost), 042 (Nord-West), 051 (Blocksberg), 052 (Zentrum-Süd), 061 (Steimelsberg), 062 (Süd), 070 (Geistingen), 080 (Geistingen-Sand), 090 (Stoßdorf), 100 (Geisbach), 111 (Edgoven), 121 (Siegtal), 122 (Weldergoven), 141 (Uckerath-Süd), 142 (Uckerath-Nord), 151 (Lichtenberg), 152 (Bierth), 161 (Süchterscheid), 162 (Stadt Blankenberg), 181 (Allner), 182 (Bröl), 191 (Happerschoß), 192 (Heisterschoß), 201 und 202 (zusammengefasst als 200 Bödingen/Lauthausen/Oberauel).
| Direktkandidat      | Partei           | Erststimmen in % | Zweitstimmen in % |
| ------------------- | ---------------- | ---------------- | ----------------- |
| Björn Franken       | CDU              | 41,29 %          | 38,07 %           |
| Sara Zorlu          | SPD              | 26,86 %          | 22,86 %           |
| Waldemar Peters     | FDP              | 4,93 %           | 6,55 %            |
| Ralf von den Bergen | AfD              | 5,62 %           | 5,98 %            |
| Holger Zacharias    | B’90/Grüne       | 14,85 %          | 17,72 %           |
| Judith Serwaty      | LINKE            | 2,06 %           | 1,91 %            |
| Marcel Klingenstein | Die PARTEI       | 1,57 %           | 1,13 %            |
| Andrea Romczykowski | Volksabstimmung  | 0,42 %           | 0,30 %            |
| Marion Bornhövd     | Die Basis        | 1,71 %           | 1,49 %            |
| Josephine Rinck     | Volt             | 0,42 %           | 0,51 %            |
| Achim Reschke       | Menschliche Welt | 0,28 %           | -                 |
| -                   | Sonstige         | -                | 3,48 %            |

## Landtagswahl 2017
Wahlberechtigt zur Landtagswahl am 14. Mai 2017 waren 124.349 Einwohner. Die Wahlbeteiligung lag bei 69,0 %.
| Direktkandidat     | Partei     | Erststimmen in % | Zweitstimmen in % |
| ------------------ | ---------- | ---------------- | ----------------- |
| Dirk Schlömer      | SPD        | 28,3 %           | 26,1 %            |
| Björn Franken      | CDU        | 43,9 %           | 36,7 %            |
| Horst Becker       | B’90/Grüne | 7,1 %            | 7,1 %             |
| Heinrich Euteneuer | FDP        | 8,5 %            | 14,5 %            |
| Moritz Kemp        | PIRATEN    | 1,4 %            | 0,9 %             |
| Frank Kemper       | LINKE      | 4,0 %            | 4,2 %             |
| Helmut Fischbach   | AfD        | 6,2 %            | 6,9 %             |
| Übrige             | Übrige     | 0,6 %            | 3,6 %             |

Neben dem Wahlkreissieger Björn Franken (CDU), der das Wahlkreismandat nach fünf Jahren für seine Partei zurückerobern konnte und so erstmals in das Parlament einzog, gelang dem Grünen-Kandidaten Horst Becker über die Landesliste seiner Partei zum vierten Mal in Folge der Wiedereinzug in den Landtag. Der bisherige Wahlkreisabgeordnete Dirk Schlömer (SPD) schied aus dem Landtag aus, da sein Listenplatz 64 nicht ausreichte.

## Landtagswahl 2012
Wahlberechtigt zur vorgezogenen Landtagswahl am 13. Mai 2012 waren 122.738 Einwohner. Die Wahlbeteiligung lag bei 60,3 %. Neben dem direkt gewählten Abgeordneten Dirk Schlömer wurde auch Horst Becker über die Landesliste der Grünen Mitglied des Landtags.
| Direktkandidat    | Partei          | Erststimmen in % | Zweitstimmen in % |
| ----------------- | --------------- | ---------------- | ----------------- |
| Tim Salgert       | CDU             | 33,4 %           | 27,5 %            |
| Dirk Schlömer     | SPD             | 33,8 %           | 32,8 %            |
| Horst Becker      | B’90/Grüne      | 14,3 %           | 14,0 %            |
| Ruth Hartmann     | FDP             | 7,0 %            | 11,1 %            |
| Bernd Rosbund     | LINKE           | 1,9 %            | 1,9 %             |
| Marcus Brühl      | PIRATEN         | 9,0 %            | 8,7 %             |
| Hans-Albrecht Oel | Volksabstimmung | 0,5 %            | -,-               |

## Landtagswahl 2010
Bei der Landtagswahl 2010 setzte sich Andreas Krautscheid (CDU) durch. Der CDU-Politiker legte jedoch schon am 28. Februar 2011 sein Mandat nieder und wechselte zum Bundesverband deutscher Banken. Wie bereits 2005 zog erneut Horst Becker über die Grüne-Landesliste in den Landtag ein.
| Direktkandidat      | Partei          | Erststimmen in % | Zweitstimmen in % |
| ------------------- | --------------- | ---------------- | ----------------- |
| Andreas Krautscheid | CDU             | 41,8 %           | 36,2 %            |
| Dirk Schlömer       | SPD             | 29,6 %           | 28,4 %            |
| Horst Becker        | B’90/Grüne      | 14,4 %           | 14,7 %            |
| Ruth Hartmann       | FDP             | 6,2 %            | 9,3 %             |
| Peter-Ralf Müller   | LINKE           | 4,9 %            | 5,2 %             |
| Marcus Brühl        | PIRATEN         | 1,3 %            | 1,4 %             |
| Jan ter Schmitten   | pro NRW         | 1,1 %            | 1,1 %             |
| Hans-Albrecht Oel   | Volksabstimmung | 0,7 %            | 0,5 %             |
| -                   | Sonstige        | -                | 3,3 %             |

## Landtagswahl 2005
Direkt gewählter Abgeordneter des Wahlkreises Rhein-Sieg-Kreis I war bis 2005 Hans Peter Lindlar (CDU), der sein Mandat am 3. August 2005 aufgrund seiner Ernennung zum Regierungspräsidenten des Regierungsbezirks Köln niederlegen musste. Neben ihm zog auch Horst Becker über die Landesliste seiner Partei in den Landtag ein.
| Direktkandidat 2005     | Partei        | 2005 Stimmen in % | 2000 Stimmen in % |
| ----------------------- | ------------- | ----------------- | ----------------- |
| Hans Peter Lindlar      | CDU           | 50,0              | 41,5              |
| Manfred Lessenich       | SPD           | 30,0              | 36,2              |
| Horst Becker            | GRÜNE         | 8,2               | 9,0               |
| Heike Appel             | FDP           | 7,5               | 10,6              |
| Christophe Hassenforder | WASG          | 1,9               | -,-               |
| Alfons Korell           | PDS           | 1,0               | 0,9               |
| Beate Schwabe           | REP           | 1,0               | 0,6               |
| Alexa Peters            | ödp           | 0,4               | -,-               |
| –                       | UNABH. BÜRGER | -,-               | 0,6               |
| –                       | NPD           | -,-               | 0,3               |
| –                       | Sonstige      | -,-               | 0,2               |

## Wahlkreissieger
| Jahr | Wahlkreisname           | Gebiet                                                                       | Direktmandat        | Partei |
| ---- | ----------------------- | ---------------------------------------------------------------------------- | ------------------- | ------ |
| 1947 | 23 Siegkreis-Nord       | Siegkreis                                                                    | Heinrich Alfter     | CDU    |
| 1950 | 23 Siegkreis-Nord       | Siegkreis                                                                    | Matthias Henseler   | CDU    |
| 1954 | 23 Siegkreis-Nord       | Siegkreis                                                                    | Matthias Henseler   | CDU    |
| 1958 | 23 Siegkreis-Nord       | Siegkreis                                                                    | Heinrich Pahlenberg | CDU    |
| 1962 | 23 Siegkreis-Nord       | Siegkreis                                                                    | Heinrich Pahlenberg | CDU    |
| 1966 | 25 Siegkreis II         | Siegkreis                                                                    | Heinrich Pahlenberg | CDU    |
| 1970 | 25 Siegkreis II         | Siegkreis                                                                    | Günter Nöfer        | CDU    |
| 1975 | 25 Rhein-Sieg-Kreis III | östlicher Rhein-Sieg-Kreis                                                   | Heinz-Josef Nüchel  | CDU    |
| 1980 | 27 Rhein-Sieg-Kreis I   | Eitorf, Hennef, Lohmar, Much, Neunkirchen-Seelscheid, Ruppichteroth, Windeck | Heinz-Josef Nüchel  | CDU    |
| 1985 | 27 Rhein-Sieg-Kreis I   | Eitorf, Hennef, Lohmar, Much, Neunkirchen-Seelscheid, Ruppichteroth, Windeck | Stefan Frechen      | SPD    |
| 1990 | 27 Rhein-Sieg-Kreis I   | Eitorf, Hennef, Lohmar, Much, Neunkirchen-Seelscheid, Ruppichteroth, Windeck | Stefan Frechen      | SPD    |
| 1995 | 27 Rhein-Sieg-Kreis I   | Eitorf, Hennef, Lohmar, Much, Neunkirchen-Seelscheid, Ruppichteroth, Windeck | Stefan Frechen      | SPD    |
| 2000 | 29 Rhein-Sieg-Kreis I   | Eitorf, Hennef, Lohmar, Much, Neunkirchen-Seelscheid, Ruppichteroth, Windeck | Hans Peter Lindlar  | CDU    |
| 2005 | 25 Rhein-Sieg-Kreis I   | Eitorf, Hennef, Lohmar, Much, Neunkirchen-Seelscheid, Ruppichteroth, Windeck | Hans Peter Lindlar  | CDU    |
| 2010 | 25 Rhein-Sieg-Kreis I   | Eitorf, Hennef, Lohmar, Much, Neunkirchen-Seelscheid, Ruppichteroth, Windeck | Andreas Krautscheid | CDU    |
| 2012 | 25 Rhein-Sieg-Kreis I   | Eitorf, Hennef, Lohmar, Much, Neunkirchen-Seelscheid, Ruppichteroth, Windeck | Dirk Schlömer       | SPD    |
| 2017 | 25 Rhein-Sieg-Kreis I   | Eitorf, Hennef, Lohmar, Much, Neunkirchen-Seelscheid, Ruppichteroth, Windeck | Björn Franken       | CDU    |
| 2022 | 25 Rhein-Sieg-Kreis I   | Eitorf, Much, Neunkirchen-Seelscheid, Ruppichteroth, Windeck, Hennef (Teile) | Björn Franken       | CDU    |